# Giovanni Battista Scaglia
Giovanni Battista Scaglia (San Pellegrino Terme, 27 settembre 1910 – Bergamo, 16 febbraio 2006) è stato un politico italiano.

## Uffici di governo
- Sottosegretario alla Pubblica Istruzione del Governo Fanfani I dal 19 gennaio 1954 al 10 febbraio 1954
- Sottosegretario alla Pubblica Istruzione del Governo Scelba dall'11 febbraio 1954 al 6 luglio 1955
- Sottosegretario alla Pubblica Istruzione del Governo Segni I dal 9 luglio 1955 al 19 maggio 1957
- Sottosegretario alla Pubblica Istruzione del Governo Zoli dal 23 maggio 1957 al 1º luglio 1958
- Sottosegretario alla Pubblica Istruzione del Governo Fanfani II dal 3 luglio 1958 al 15 febbraio 1959
- Sottosegretario alla Pubblica Istruzione del Governo Segni II dal 19 febbraio 1959 al 15 dicembre 1959
- Ministro senza portafoglio ai Rapporti con il Parlamento del Governo Moro II dal 22 luglio 1964 al 23 febbraio 1966
- Ministro senza portafoglio ai Rapporti con il Parlamento del Governo Moro III dal 23 febbraio 1966 al 24 giugno 1968
- Ministro della Pubblica Istruzione del Governo Leone II dal 24 giugno 1968 al 12 dicembre 1968
- Ministro del Turismo e dello Spettacolo del Governo Rumor II dal 5 agosto 1969 al 27 marzo 1970
- Ministro del Turismo e dello Spettacolo del Governo Andreotti I dal 17 febbraio 1972 al 26 giugno 1972